# AS Excelsior
AS Excelsior is een Réunionse voetbalclub uit Saint-Joseph. De club is opgericht in 1940.

## Palmares
Kampioen
1974, 2023
Beker van Réunion
Winnaar: 2004, 2005
Finalist: 2000, 2001, 2006